# Anastasia Vinnikava
Anastasia Vinnikava (en biélorusse: Анастасія Віннікава, en russe : Анастасия Винникова) est une chanteuse, actrice et mannequin biélorusse née à Dziarjynsk dans la Voblast de Minsk le 15 avril 1991.

## Biographie
Anastasia Vinnikava a débuté en suivant des cours de chant dans une chorale et commença à chanter en maternelle à l'âge de 3 ans. 
Elle étudie à l'université linguistique de Minsk, après avoir reçu son diplôme de l'école secondaire avec la mention maximale, où elle étudie principalement l'anglais, le français et l'allemand en vue de devenir traductrice. 
Nastya a chanté à l'inauguration du Minsk Arena, un grand complexe pour les sports et les concerts inauguré l'année dernière[C'est-à-dire ?] et qui a accueilli l'Eurovision Junior 2010 au mois de novembre.
Elle a participé à plusieurs festivals et concours (dont le Concours Eurovision de la chanson) depuis toute petite comme la 2e saison du concours de talent « Музыкальный суд » en février 2010 avec la chanson « I Feel You », écrite par Maria Tcherepovitch sur la chaîne de télévision biélorusse de divertissements « Kanal ОNТ ».
Après avoir participé à l'Eurovision, Youri Pavlov, un producteur-réalistaeur lui demanda de jouer dans son prochain film intitulé « Понаехали тут », un mélodrame dans lequel s'opposent une tante et sa nièce par leur caractère, obligées à vivre ensemble et à s'entraider, chose qu'elle accepta. Le film sortit le 19 octobre 2011.
Lors de l'émission « Песня года Беларуси-2011 », le 30 décembre 2011, la chanson d'Anastasia « Мая Беларусь », qui est la version biélorusse de « I Love Belarus (en) », est sélectionné pour faire partie des chansons biélorusses de l'année 2011 sur « ОНТ ».
Anastasia Vinnikava apparu sur scène à deux reprises lors du festival « Беларусь У Маім Сэрцы » ("La Biélorussie est dans mon cœur"), se déroulant sur deux soirs de l'année 2012. En effet, elle chanta « Календарь » le jour de l'Indépendance du pays le 3 juillet et interpréta « Shining in Twilight » le 22 septembre.

## Eurovision
Elle représente la Biélorussie au Concours Eurovision de la chanson 2011, sans parvenir à passer le stade des demi-finales étant donné qu'elle finit 14e. Sa première chanson prévue pour représenter son pays natal, « Born in Belorussia » (« Née en Biélorussie »), est rebaptisée « I am Belarusian » (« Je suis bélarusse ») afin de respecter le nouveau nom officiel du pays et les paroles sont modifiées car trop politiques. Mais finalement, à cause de sa durée excédant les 3 minutes, de son enregistrement antérieur à septembre 2010 et de ses paroles politiques, interdites au concours, la chanson est abandonnée et remplacée par une nouvelle intitulée « I Love Belarus » (« J'aime le Bélarus »)  qui reste tout de même très proche de la première. Par ailleurs, certains médias russes ont émis la possibilité que ce dernier titre soit un plagiat de « Гуляй, мужик » du groupe Sektor Gaza bien qu'aucune plainte ne soit déposée contre la chanteuse ou l'auteur de la musique.
Elle se représente a la sélection nationale (du Bélarus) pour re-représenter son pays a l'Eurovision 2012 avec la chanson « Shining in twilight » mais échoue lors des demi-finales.

## Discographie

### Singles
- 2011 : I Love Belarus (Мая Беларусь, en biélorusse, et Моя Беларусь, en russe)

## Filmographie
- 2011 : Понаехали тут de Youri Pavlov : elle-même.